# Sachbeschädigung

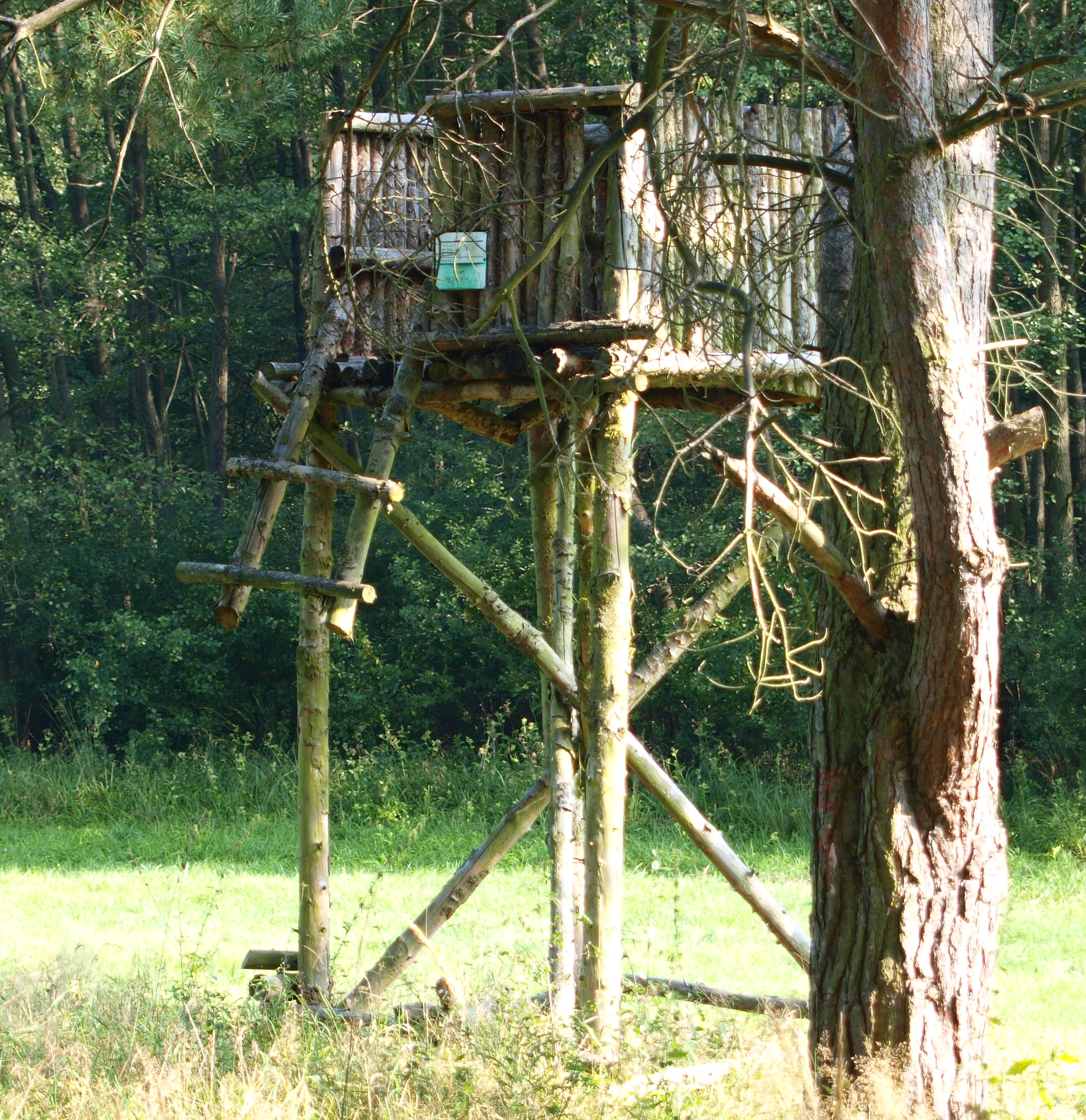
Mutwillig beschädigter Hochsitz

Bei der Sachbeschädigung handelt es sich um einen Deliktstyp, der in zahlreichen Rechtsordnungen unter Strafe steht und der vielfach ähnlich ausgestaltet ist. Als Sachbeschädigung gilt die vorsätzliche Beschädigung, Zerstörung oder Änderung des Erscheinungsbilds einer fremden Sache. Das Verbot der Sachbeschädigung dient dem Schutz des Eigentums.
Neben dem Diebstahl und dem Betrug stellt die Sachbeschädigung eine der am häufigsten begangenen Straftaten dar. In Deutschland stellen nach Angabe der Polizeilichen Kriminalstatistik rund 10 % aller gemeldeten Straftaten Sachbeschädigungen dar. 2021 wurden 568.887 Fälle angezeigt. Damit stellt die Sachbeschädigung dort das am dritthäufigsten gemeldete Delikt dar.

## Rechtslage in Deutschland

### Normierung und Schutzzweck
Das deutsche StGB umfasst im 27. Abschnitt seines besonderen Teils unter der Überschrift Sachbeschädigung mehrere inhaltlich miteinander verknüpfte Delikte, die sich gegen die unbefugte Einwirkung auf Gegenstände wenden. Die historische und systematische Wurzel dieser Delikte bildet § 303 StGB, der allgemeine Tatbestand der Sachbeschädigung. Dieser lautet seit dem 8. September 2005 wie folgt:
(2) Ebenso wird bestraft, wer unbefugt das Erscheinungsbild einer fremden Sache nicht nur unerheblich und nicht nur vorübergehend verändert.
§ 303 StGB soll fremdes Eigentum vor Angriffen auf seinen Bestand und seine Nutzbarkeit schützen. Die Vorschrift wird durch zwei strafschärfende Qualifikationen ergänzt: die Zerstörung von Bauwerken (§ 305 StGB) und die Zerstörung wichtiger Arbeitsmittel (§ 305a StGB). Beide versehen die Zerstörung ausgewählter, besonders bedeutender oder wertvoller Gegenstände mit einer gegenüber § 303 StGB erhöhten Strafandrohung.
Ferner wird § 303 StGB durch die Tatbestände der Datenveränderung (§ 303a StGB), der Computersabotage (§ 303b StGB) und der gemeinschädlichen Sachbeschädigung (§ 304 StGB) flankiert. Diese missbilligen wie die allgemeine Sachbeschädigung unbefugte, nachteilige Einwirkungen auf Gegenstände und sind strukturell eng an § 303 StGB angelehnt. Allerdings verfolgen sie spezifischere, von § 303 StGB abweichende Schutzzwecke. So soll § 303a StGB das eigentumsähnliche Verfügungsrecht an Daten schützen, § 303b StGB die Funktionsfähigkeit von Datenverarbeitungsanlagen und § 304 StGB das Interesse der Allgemeinheit an der Nutzbarkeit von Kultur- und Naturgütern.

### Entstehungsgeschichte

#### Die Sachbeschädigungsdelikte des Reichsstrafgesetzbuchs

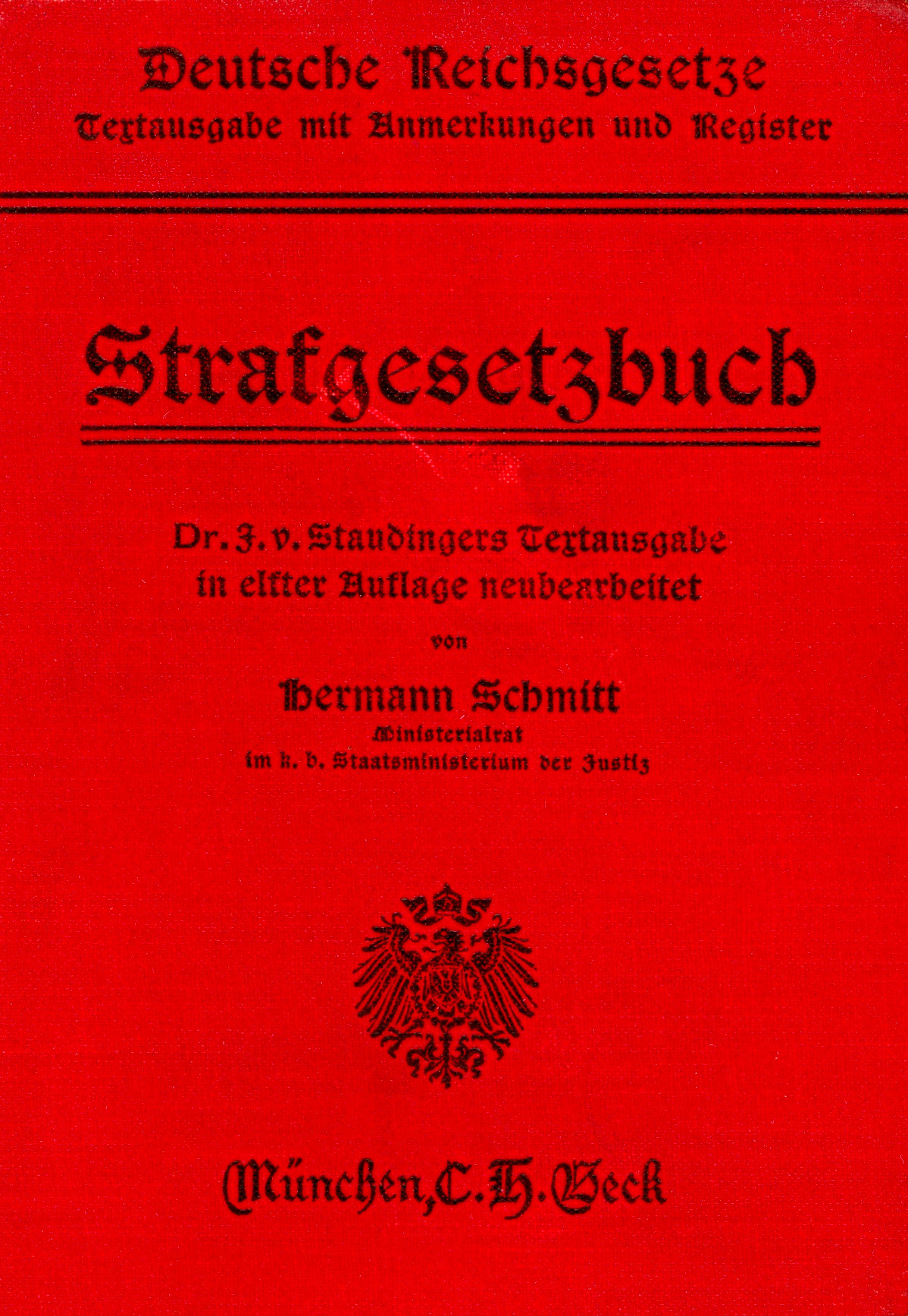
Reichsstrafgesetzbuch

Der heutige § 303 Abs. 1 StGB fand sich in einer ähnlichen Form bereits im 1871 in Kraft getretenen Reichsstrafgesetzbuch, dem Vorläufer des deutschen StGB. Der damalige Wortlaut des § 303 unterschied sich nur unwesentlich von der heutigen Normfassung. Hiernach machte sich strafbar, "wer vorsätzlich und rechtswidrig eine fremde Sache beschädigt oder zerstört."
Auch die gemeinschädliche Sachbeschädigung nach § 304 Abs. 1 StGB und die Zerstörung von Bauwerken nach § 305 StGB zählten bereits zum Anfangsbestand des RStGB.

#### Ergänzung der Sachbeschädigungsdelikte um datenbezogene Tatbestände durch das 2. WiKG
Dieser Kernbestand der Sachbeschädigungsdelikte blieb seit 1871 im Wesentlichen unverändert. Allerdings erweiterte der Gesetzgeber diesen Bestand mehrfach um neue Delikte, die Verhaltensweisen erfassen, die zwar keine Sachbeschädigung darstellen, deren Unrechtsgehalt jedoch der Beschädigung oder Zerstörung von Sachen ähnelt. So schuf er durch das 2. WiKG mit Wirkung zum 1. August 1986 mit der Datenveränderung (§ 303a StGB) und der Computersabotage (§ 303b StGB) zwei Tatbestände, die Störungen der Funktionsfähigkeit von Datenverarbeitungen begegnen sollten. Die Einführung dieser Vorschriften wurde dadurch motiviert, dass Daten in der Arbeitswelt erheblich an wirtschaftlicher Bedeutung gewonnen hatten, wodurch ein praktischer Bedarf nach deren Schutz vor unbefugten Einwirkungen entstanden war. § 303 StGB bot Daten jedoch keinen Schutz, da diese mangels Körperlichkeit keine Sachen darstellen. Diese Schutzlücke wollte der Gesetzgeber durch Einführung des § 303a StGB schließen. Diese Norm soll die Brauchbarkeit von Daten schützen. Hiernach macht sich strafbar, wer in unbefugter Weise auf Daten einwirkt. Da der Schutzzweck des neuen Tatbestands dem des § 303 Abs. 1 StGB nahe kam, gestaltete der Gesetzgeber diesen in enger Anlehnung an die Sachbeschädigung aus. Im Wesentlichen übertrug er dessen Tatbestandsmerkmale auf den digitalen Raum, wodurch er eine digitale Form der Sachbeschädigung schuf.
Ebenfalls durch das 2. WiKG eingeführt wurde der Tatbestand der Computersabotage. Dieser richtet sich gegen Störungen der Funktionsfähigkeit von Datenverarbeitungsanlagen. Die Vorschrift lehnt sich an §§ 303, 303a StGB an. Sie soll zum einen sicherstellen, dass Sabotagehandlungen strafrechtlich erfasst werden, die sich begrifflich nicht als Beschädigung oder Zerstörung ansehen lassen, etwa die Störung von Datenübertragungen oder die Fehlbedienung von EDV-Systemen. Zum anderen soll sie einen gegenüber §§ 303, 303a StGB erhöhten Strafrahmen für Fälle bereitstellen, in denen die Störung von Datenverarbeitungsanlagen erhebliche wirtschaftliche Schäden verursacht. Strukturell ist § 303b StGB teilweise der Sachbeschädigung nachempfunden, indem er das Beschädigen und Zerstören von Datenverarbeitungsanlagen oder Datenträgern unter Strafe stellt. Zusätzlich pönalisiert er weitere Handlungen, welche die Nutzbarkeit solcher Objekte stören. Ursprünglich schützte die Norm lediglich EDV-Systeme, die einem Betrieb, Unternehmen oder einer Behörde gehörten. Zwecks Umsetzung europäischer Vorgaben erweiterte der Gesetzgeber mit Wirkung zum 11. August 2007 den Anwendungsbereich der Norm dahingehend, dass es nunmehr genügte, dass die Anlage einem anderen als dem Täter gehörte; hiermit bezog er auch privat genutzte Anlagen in den Schutzbereich des § 303b StGB mit ein. Ferner fügte er der Norm mit dem Eingeben bzw. Übermitteln von Daten eine neue Tathandlung hinzu, die insbesondere Denial-of-Service-Angriffe erfassen sollte.

#### Einfügung des § 305a StGB zwecks Abwehr von Sabotage
Im Dezember 1986 ergänzte der Gesetzgeber mit § 305a StGB eine Qualifikation der allgemeinen Sachbeschädigung, welche die Zerstörung von Arbeitsmitteln öffentlicher Betriebe sowie Kraftfahrzeuge der Polizei und der Bundeswehr mit einer gegenüber § 303 StGB erhöhten Strafandrohung versah. Der Gesetzgeber wollte hierdurch der zunehmenden Begehung terroristischer Sabotageakte begegnen. Er hatte zunächst in Erwägung gezogen, den zusätzlichen Schutz durch eine Erweiterung der Brandstiftungsdelikte zu begegnen. Später entschied er sich jedoch zur Ergänzung der allgemeinen Sachbeschädigungsdelikte, da der zusätzliche strafrechtliche Schutz nicht davon abhängen sollte, auf welche Weise die Arbeitsmittel beschädigt wurden.
Mit Wirkung zum 1. November 2011 nahm der Gesetzgeber Arbeitsmittel und Kraftfahrzeuge der Feuerwehr, des Katastrophenschutzes und der Rettungsdienste in den Kreis der Tatobjekte des § 305a StGB auf, um deren strafrechtlichen Schutz zu verbessern.

#### Pönalisierung des Anbringens von Graffiti

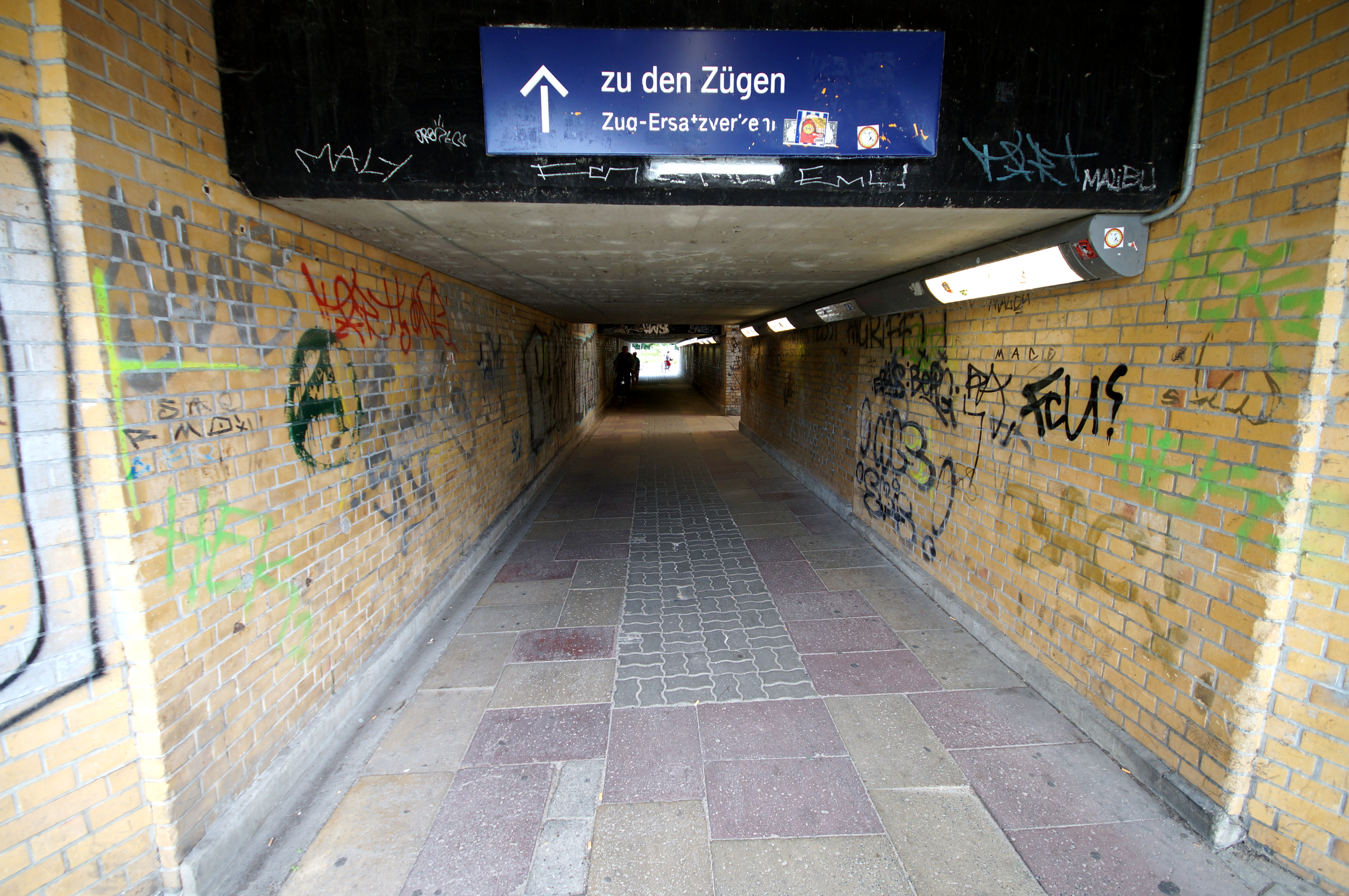
Eine Unterführung am Bahnhof Königs Wusterhausen mit Graffiti: An Orten, die zu bestimmten Tageszeiten vom öffentlichen Leben wenig besucht werden, werden bevorzugt Sachbeschädigungen vorgenommen.

Die bislang jüngste Ergänzung der Sachbeschädigungsdelikte erfolgte durch Schaffung der § 303 Abs. 2, 304 Abs. 2 StGB. Diese nahezu gleichlautenden Bestimmungen wurden mit Wirkung zum 8. September 2005 durch das 39. Strafrechtsänderungsgesetz eingefügt, um einen effektiveren strafrechtlichen Schutz gegen Graffiti zu bieten. §§ 303 Abs. 1, 304 Abs. 1 StGB erfassen das Anbringen von Graffiti an fremden Sachen lediglich in Ausnahmefällen, da sie nach vorherrschender Sichtweise ein erhebliches nachteiliges Einwirken auf die Substanz oder die Funktionsfähigkeit der Sache voraussetzen. Ob ein Graffito eine dieser Voraussetzungen erfüllte, ließ sich im Rahmen von Strafverfahren häufig nicht oder allenfalls mit hohem Aufwand ermitteln, weshalb der strafrechtliche Schutz gegen Graffiti ineffektiv war. Einige Länder reagierten hierauf durch Schaffung von Graffiti-Verordnungen, die das Anbringen von Graffiti als Ordnungswidrigkeiten sanktionierten. Diese Notbehelfe wurden jedoch hinfällig, als sich der Bundesgesetzgeber entschied, die §§ 303, 304 StGB ausdrücklich auf das Anbringen von Graffiti zu erstrecken. Ein früher Ergänzungsvorschlag sah vor, die Sachbeschädigung um die Tathandlung des Verunstaltens zu ergänzen. Diese Formulierung wurde jedoch als zu unbestimmt kritisiert, weshalb sie sich in den Beratungen des Gesetzgebers nicht durchsetzte. Die notwendige Zustimmung erhielt demgegenüber ein Vorschlag, wonach künftig auch erhebliche und nachhaltige Veränderungen des Erscheinungsbildes als Sachbeschädigung gelten sollen. Dieser Entwurf trat Ende 2005 als Gesetz in Kraft.
Teilen des Schrifttums zweifeln an der Verfassungsmäßigkeit dieser Ergänzungen, da sie diese für unbestimmt halten, um den Anforderungen des Bestimmtheitsgrundsatzes (Art. 103 Abs. 2 GG) zu genügen. So zwinge der Erheblichkeitsbegriff den Rechtsanwender bei optischen Umgestaltungen zu einer ästhetischen Bewertung. Bislang hatte das Bundesverfassungsgericht jedoch nicht hierüber zu entscheiden.

### Tatbestand der Sachbeschädigung nach § 303 StGB

#### Fremde Sache
Gegenstand der Sachbeschädigung nach § 303 StGB sind fremde Sachen. Der Sachbegriff des § 303 StGB ähnelt dem zivilrechtlichen Sachbegriff. Wie dieser erfasst er schwerpunktmäßig körperliche Gegenstände. Körperlichkeit setzt voraus, dass der Gegenstand in einer individualisierenden Weise begrenzt wird. Hieran fehlt es etwa bei Skilanglaufspuren, die über frei umherliegenden Schnee verlaufen. Gleiches gilt grundsätzlich für Flüssigkeiten oder Gase, sofern diese nicht durch eine Flasche oder einen ähnlichen Behälter begrenzt werden. Auch Daten und Computerprogramme stellen wie im Zivilrecht mangels Körperlichkeit keine Sachen dar.
Punktuell weicht der strafrechtliche Sachbegriff allerdings vom zivilrechtlichen ab. So gelten im Strafrecht auch Tiere als Sachen im Sinne des § 303 StGB. Dass das Zivilrecht gemäß § 90a BGB Tiere ausdrücklich nicht als Sachen ansieht, ist eine bürgerlich-rechtliche Besonderheit, die sich auf das strafrechtliche Verständnis des Sachbegriffs nicht auswirkt.
Ohne Bedeutung für § 303 StGB ist, ob die Sache einen Vermögenswert aufweist. So können etwa auch wertlose Reste eines bereits zerstörten Gebäudes in strafbarer Weise weiter beschädigt werden. Allerdings beschränkt sich der Schutz des § 303 Abs. 1 StGB auf Sachen, an deren Erhaltung der Eigentümer zumindest ein Gebrauchs- oder Affektionsinteresse hat, da die Beschädigung andernfalls kein Unrecht darstellt, das eine Bestrafung rechtfertigt. Hieran kann es etwa bei der Tötung eines tollwütigen Hunds fehlen.
Das Merkmal der Fremdheit entspricht dem des Diebstahlstatbestands: Fremd ist die Sache hiernach, wenn sie nicht im alleinigen Eigentum des Täters steht und nicht herrenlos ist. Die Beschädigung eigener Sachen stellt demnach keine Sachbeschädigung dar, kann allerdings nach anderen Delikten strafbar sein, etwa als Versicherungsmissbrauch (§ 265 StGB) oder als schwere Brandstiftung (§ 306a StGB).

#### Tathandlungen

##### Beschädigen

###### Verletzen der Sachsubstanz
§ 303 Abs. 1 StGB nennt zwei Tathandlungen: das Beschädigen und das Zerstören der Sache.

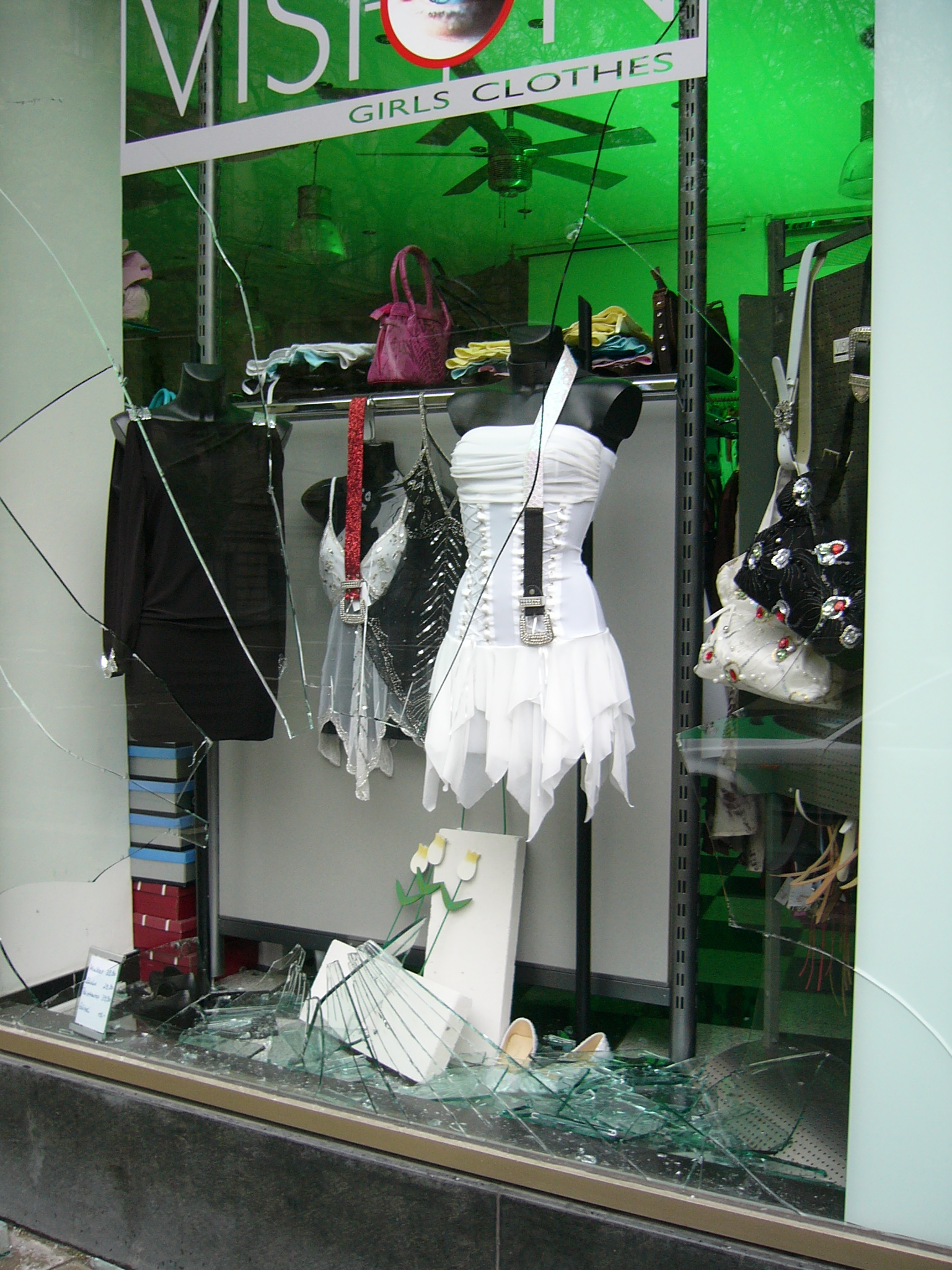
Eingeschlagene Schaufensterscheibe ohne Vorliegen eines Eigentumsdeliktes

Eine Beschädigung verübt zunächst, wer die Sachsubstanz verletzt, also in die stoffliche Unversehrtheit der Sache eingreift. Hierunter fallen etwa das Verbeulen eines Autos, das Überkleben eines Wahlplakats und das Besprühen eines Passanten mit dem Schaum eines Feuerlöschers. Auch das nachteilige Einwirken auf das Nervensystem eines Tieres stellt ein Beschädigen dar.
Die Beschädigung muss eine gewisse Erheblichkeit aufweisen. Dies leitet die Rechtsprechung aus dem allgemeinen Verständnis des Begriffs "Beschädigen" ab. An der Erheblichkeit fehlt es regelmäßig, wenn die Beeinträchtigung lediglich geringfügiger Art ist, sich ohne einen nennenswerten Aufwand an Mühe, Zeit oder Kosten alsbald beheben lässt oder zeitnah von selbst verschwindet. Dies kann auf das Ablassen von Luft aus Fahrradreifen oder das Demontieren von Autorädern zutreffen.

###### Stören der Funktionsfähigkeit der Sache
Als kontrovers hat sich die Frage entwickelt, unter welchen Voraussetzungen Störungen der Funktionsfähigkeit als Beschädigungen anzusehen sind. Ursprünglich ging das Reichsgericht davon aus, dass eine Sachbeschädigung zwingend eine Substanzverletzung erfordert; fehle eine solche sei § 303 StGB nicht verwirklicht. Dementsprechend sprach das Reichsgericht einen Täter vom Vorwurf der Sachbeschädigung frei, der lose eingelegte Bretter eines Stauwerks herausgenommen hatte, was zwar die Funktionsfähigkeit des Werks gestört, jedoch dessen Substanz nicht beeinträchtigt hatte.

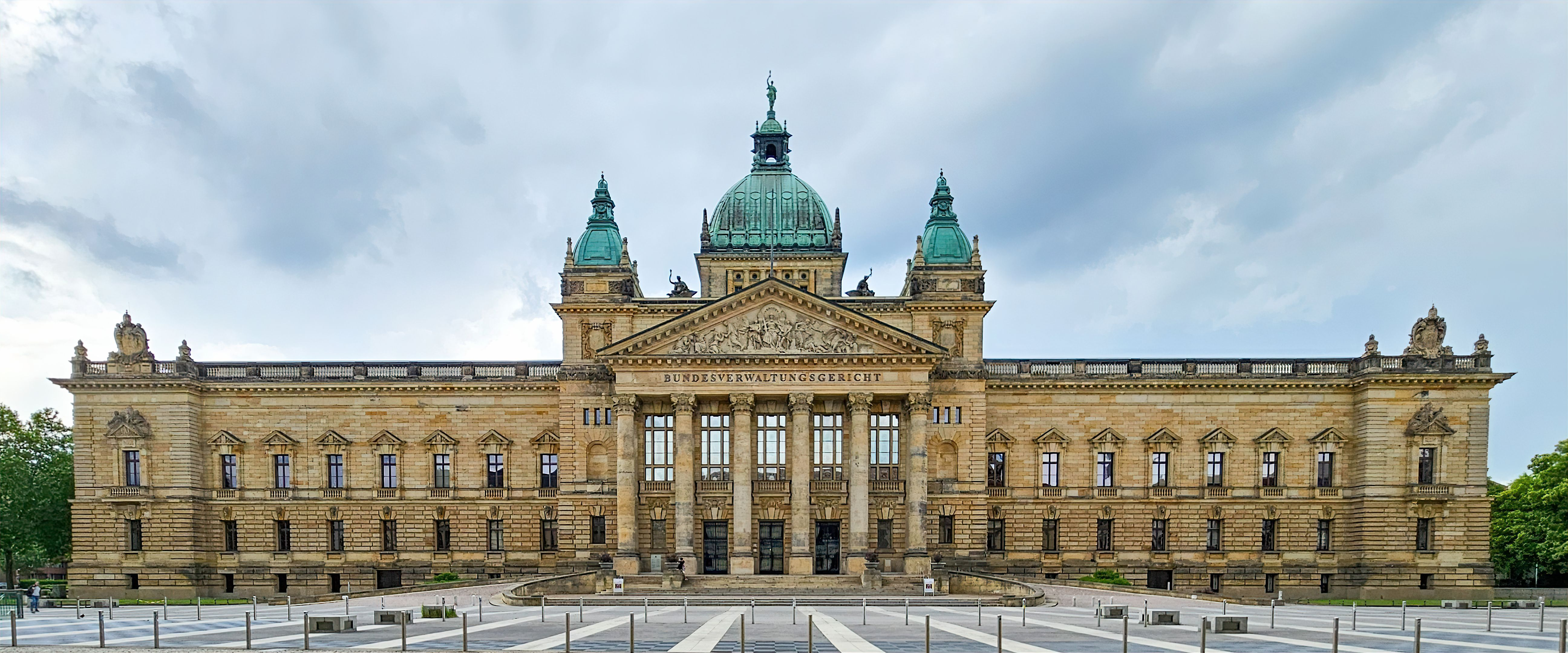
Das Reichsgericht hat die Auslegung des § 303 Abs. 1 StGB maßgeblich geprägt

In seiner späteren Rechtsprechung ging das Reichsgericht jedoch allmählich dazu über, den Aspekt der Funktionsbeeinträchtigung in den Begriff des Beschädigens hineinzulesen. Anlass hierzu gaben vor allem Fälle, in denen die Einwirkung des Täters wie im Stauwerk-Fall darin bestand, einer Sache Einzelteile zu entnehmen, ohne ihre Substanz zu verletzen. So bewertete es etwa die Entnahme einer Bohle aus einer Brücke und das Entfernen von Bauteilen eines Bahngleises als Sachbeschädigungen. In einer späteren Entscheidung sah das Reichsgericht in der Herbeiführung einer Funktionsbeeinträchtigung sogar den Unrechtskern der Sachbeschädigung. So hielt es fest, eine Beschädigung zeichne sich dadurch aus, dass durch körperliche Einwirkung die Substanz der Sache derart beeinträchtigt wird, dass sich deren bestimmungsgemäße Brauchbarkeit vermindert. Diese Formel erwies sich jedoch als zu eng, um dem Schutzzweck des § 303 StGB gerecht zu werden, da eine Substanzverletzung das typische Unrecht des § 303 StGB unabhängig davon verwirklicht, ob sie zu einer Funktionsbeeinträchtigung führt. Deshalb ging der Bundesgerichtshof dazu über, Substanzverletzung und Funktionsbeeinträchtigung als zwei alternative Formen des Beschädigens anzusehen. Demnach verwirklicht § 303 StGB, wer die Funktion einer Sache stört. Maßgeblich ist dabei die Funktion, die der Eigentümer seiner Sache zuschreibt. Als tatbestandsmäßig bewertete die Rechtsprechung etwa die Montage eines Hindernisses auf eine Gleisanlage, das Werfen eines Metallbügels auf eine Bahnoberleitung und das Verschmieren eines Kameraobjektivs mit Senf.
Diese genannten Beispiele haben gemein, dass die Funktionsbeeinträchtigung durch unmittelbare Einwirkung auf die Sachsubstanz ausgelöst wird. Umstritten ist, ob eine Sachbeschädigung auch in Fällen angenommen werden kann, in denen der Täter nicht auf die Sachsubstanz einwirkt. Die Rechtsprechung hält dies für möglich. So verurteilte sie einen Täter nach § 303 Abs. 1 StGB, der die Funktionsfähigkeit einer Blitzereinrichtung beeinträchtigt hatte, indem er an seinem Fahrzeug Reflektoren montiert hatte, die zur Überbelichtung von Blitzerfotos führte. Das Schrifttum sieht dies mehrheitlich kritisch, da ohne körperliche Einwirkung auf das Blitzergerät die Schutzfunktion des § 303 Abs. 1 StGB nicht berührt sei.

###### Verunstalten der Sache
Zu einer der umstrittensten Rechtsfragen des § 303 StGB entwickelte sich die strafrechtliche Bewertung optischer Verunstaltungen. Dies betraf insbesondere Fälle, in denen Plakate an fremden Sachen angebracht wurden, die sich rückstandslos wieder entfernen ließen. Einige Instanzgerichte sahen hierin strafbare Sachbeschädigungen, da ein solches Verhalten den Zustand einer fremden Sache in unerlaubter Weise veränderte. Der Bundesgerichtshof wies dies jedoch zurück. Der Begriff des Beschädigens beschränke sich seinem Wortsinn nach auf Angriffe, die sich gegen die körperliche Unversehrtheit von Sachen richten. Hieran fehle es, wenn in die körperliche Unversehrtheit der Sache nicht eingegriffen wird. Optische Verunstaltungen unterfallen dem § 303 Abs. 1 StGB demnach nur, wenn sie mit einem Eingriff in die Sachsubstanz oder einer Funktionsbeeinträchtigung verbunden sind – so etwa, wenn sich die Farbe mit der Sachsubstanz fest verbindet bzw. Folgeschäden verursacht oder wenn es sich bei der Sache um ein Kunstwerk handelt, dessen Funktion durch die Verunstaltung beeinträchtigt wird.

###### Reparieren der Sache
Strittig ist ferner, ob eine Reparatur eine Sachbeschädigung darstellen kann. Relevant wird dies in Fällen, in denen der Eigentümer die Reparatur nicht wünscht. Nach einer Ansicht stellt das Reparieren generell kein Beschädigen dar, da eine Beschädigung begrifflich eine Verschlechterung der Sache bezeichne, an der es bei einer Reparatur fehle. Eine andere Ansicht hält hingegen auch ein solches Verhalten grundsätzlich für tauglich, den Tatbestand zu erfüllen.

###### Vorenthalten der Sache
Unstrittig keine Beschädigung begeht schließlich, wer sich darauf beschränkt, eine Sache an einen anderen Ort zu verbringen oder die Nutzung der Sache zu erschweren. Hierbei fehlt es an einer körperlichen Einwirkung auf die Sache. Ebenfalls nicht nach § 303 Abs. 1 StGB macht sich strafbar, wer eine fremde Sache gemäß ihres Zweckes verbraucht, etwa, indem er fremde Lebensmittel verzehrt oder fremdes Benzin beim Fahren verbrennt. Ein solches Verhalten stellt jedoch oft einen Diebstahl (§ 242 StGB) oder eine Unterschlagung (§ 246 StGB) dar.

##### Zerstören
Ist die Beschädigung so schwer, dass die Substanz der Sache vollständig vernichtet oder deren Brauchbarkeit vollständig aufgehoben ist, liegt eine Zerstörung vor. Folglich handelt es sich bei der Zerstörungsalternative um eine besonders schwere Form der Beschädigung.

##### Verändern des Erscheinungsbilds
§ 303 Abs. 2 StGB stellt das unbefugte Verändern des Erscheinungsbildes einer Sache unter Strafe. Eine derartige Änderung des Erscheinungsbildes ist gegeben, wenn die visuell wahrnehmbare Oberfläche der Sache in einen anderen als den ursprünglichen Zustand versetzt wird. Das kann etwa durch Beschriften, Besprühen oder Bekleben geschehen. Auch ästhetische Verbesserungen sind erfasst.

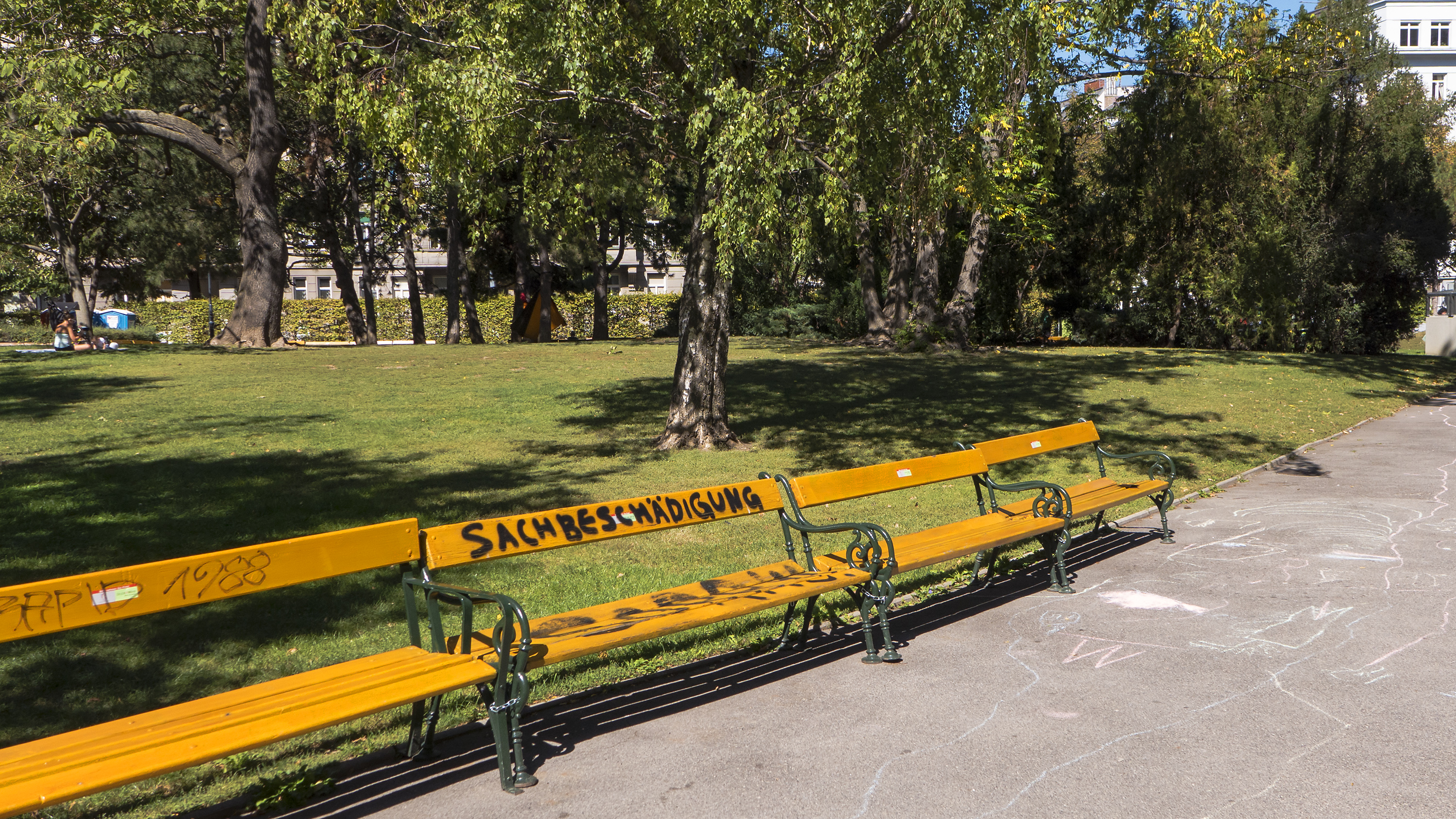
Das Aufbringen des Wortes „Sachbeschädigung“ stellt eine solche dar. (Arenbergpark, Wien)

Absatz 2 normiert zwei wesentliche Tatbestandseinschränkungen, die bereits aus dem Absatz 1 bekannt sind, und die Vorschrift auf Fälle beschränken, die strafwürdiges Unrecht enthalten: die Änderung darf weder unerheblich noch nur vorübergehender Natur sein. Als erheblich gelten insbesondere solche Veränderungen des Erscheinungsbilds, die mit einer Einwirkung auf die Sachsubstanz einhergehen. Unerheblich kann es demgegenüber sein, ein Graffito auf einer bereits durch andere Graffiti stark verunstalteten Wand anzubringen. Als vorübergehend gelten Beeinträchtigungen, die sich mühelos entfernen lassen oder die bereits von sich aus wieder verschwinden. So verhält es sich etwa regelmäßig beim Bemalen von Hausfassaden mit Kreide.
Die Änderung muss unbefugt, das heißt ohne den entsprechenden Willen desjenigen durchgeführt werden, der über die äußere Erscheinung der Sache bestimmt. Liegt ein solcher zustimmender Wille vor, schließt er als Einverständnis die Tatbestandsverwirklichung aus. Ob auch zivil- oder öffentlichrechtliche Befugnisnormen bereits das Tatbestandsmerkmal der Unbefugtheit oder erst die Rechtswidrigkeit der Tat entfallen lassen, ist im juristischen Schrifttum umstritten.

#### Vorsatz
Eine Strafbarkeit wegen Sachbeschädigung erfordert gemäß § 15 StGB, dass der Täter hinsichtlich der objektiven Tatbestandsmerkmale mit zumindest bedingtem Vorsatz handelt, er also billigend in Kauf nimmt, dass er die Tatbestandsmerkmale des § 303 StGB verwirklicht. Hierzu muss er insbesondere erkennen, dass er auf eine fremde Sache einwirkt.

#### Versuch, Vollendung und Beendigung
Der Versuch der Sachbeschädigung ist gemäß § 303 Abs. 3 StGB strafbar. Der Täter überschreitet die Schwelle zum Versuchsstadium, wenn er mit der Handlung beginnt, die nach seiner Vorstellung ohne wesentliche Zwischenschritte zur Verwirklichung des Tatbestands führen soll. Taten nach § 303 Abs. 1 StGB sind vollendet und zugleich beendet, sobald die Substanz oder die Funktion der Sache beeinträchtigt ist. Bei Taten nach § 303 Abs. 2 StGB führt die Veränderung des Erscheinungsbilds zur Vollendung.

#### Prozessuales und Strafzumessung

##### Strafrahmen und Verfolgbarkeit
Für die Sachbeschädigung kann grundsätzlich eine Freiheitsstrafe bis zu zwei Jahren oder eine Geldstrafe verhängt werden. Für die Strafzumessung sind insbesondere der Tatanlass, die Schadenshöhe und ein eventuelles Bemühen des Täters um eine Schadenskompensation von Bedeutung.
Gemäß § 303c StGB kann eine Sachbeschädigung grundsätzlich nur bei Vorliegen eines Strafantrags verfolgt werden. Fehlt ein solcher, kann das Delikt von Amts wegen nur verfolgt werden, wenn die Strafverfolgungsbehörde ein öffentliches Interesse annimmt. Damit handelt es sich um ein relatives Antragsdelikt. Antragsbefugt ist grundsätzlich nur der Eigentümer, daneben nach verbreiteter Sichtweise auch andere Nutzungsberechtigte, etwa der Mieter oder Pächter.
Sobald das Delikt beendet ist, beginnt gemäß § 78a StGB die Verfolgungsverjährung. Diese beträgt gemäß § 78 Abs. 3 Nr. 4 StGB fünf Jahre.
Die Sachbeschädigung ist gemäß § 374 Abs. 1 Nr. 6 StPO ein Privatklagedelikt.

##### Qualifikationen
Das Gesetz enthält zwei strafschärfende Qualifikationen der Sachbeschädigung: das Zerstören von Bauwerken (§ 305 StGB) und das Zerstören wichtiger Arbeitsmittel (§ 305a StGB). Diese Vorschriften knüpfen an die Zerstörung besonders bedeutender oder wertvoller Gegenstände an und erweitern den Strafrahmen auf eine Freiheitsstrafe von bis zu fünf Jahren. Ferner können sie auch ohne Strafantrag verfolgt werden.
§ 305 StGB verwirklicht, wer ein fremdes Bauwerk ganz oder teilweise zerstört. Als Bauwerke gelten bauliche Anlagen von gewisser Größe und einiger Bedeutung. Regelmäßig sind sie mit dem Boden fest verbunden, erforderlich ist dies jedoch nicht. Der Tatbestand schließt insbesondere Gebäude, Schiffe, Brücken, Straßen und Eisenbahnschienen ein. Eine Sache gilt als teilweise zerstört, wenn für eine mehr als unerhebliche Zeit zumindest wesentliche Bestandteile ihre bestimmungsgemäße Funktion nicht mehr erfüllen. Damit geht der Begriff über die Anforderungen des Beschädigens hinaus. Eine teilweise Zerstörung verursacht etwa, wer die Isolierung eines Tankbehälters entfernt oder Steine aus dem Gleisbett einer Eisenbahnschiene entfernt.
Eine Zerstörung wichtiger Arbeitsmittel nach § 305a StGB begeht, wer eines der in der Norm genannten Arbeitsmittel ganz oder teilweise zerstört. Als Arbeitsmittel gelten in Anlehnung an den früheren § 2 Abs. 1 GSG technische Gegenstände, die dazu bestimmt sind, die Errichtung von Anlagen und Unternehmen zu ermöglichen oder zu erleichtern. Hierunter fallen insbesondere Werkzeuge und Maschinen. Weiterhin erfasst § 305a StGB Kraftfahrzeuge der Bundeswehr, der Polizei, der Feuerwehr, des Katastrophenschutzes und der Rettungsdienste.

#### Gesetzeskonkurrenzen
Werden im Zusammenhang mit einer Tat nach § 303 StGB weitere Delikte verwirklicht, können diese zur Sachbeschädigung in Gesetzeskonkurrenz stehen. Häufig tritt die Sachbeschädigung in Kombination mit Diebstahls- und Raubdelikten auf. Zumeist ist hier von Tateinheit auszugehen; so etwa, wenn der Täter Gewalt ausgeübt und dabei die Kleidung des Opfers beschädigt. Gleiches gilt im Verhältnis zwischen Sachbeschädigung und Nötigung (§ 240 StGB). Auch § 17 TierSchG, der das Töten oder Verletzen von Tieren gesondert unter Strafe stellt, kann in Tateinheit zu § 303 StGB stehen.
Die Sachbeschädigung kann weiter in Konkurrenz zu Delikten stehen, welche die Beschädigung fremder Sachen zum Gegenstand haben. So verhält es sich etwa bei der Urkundenunterdrückung nach § 274 StGB, die sich gegen die Beschädigung von Urkunden wendet und der Brandstiftung nach § 306 StGB, welche die Sachbeschädigung durch Feuer zum Gegenstand hat. Diese Tatbestände verdrängen die allgemeinen Sachbeschädigungsdelikte. Gleiches gilt für die Computersabotage gemäß § 303b StGB sowie für landesrechtliche Feldschutzvorschriften.
Innerhalb des § 303 StGB beansprucht der Absatz 1 (Beschädigen oder Zerstören) nach verbreiteter Auffassung Vorrang vor Absatz 2 (Verändern des Erscheinungsbilds), da letzterer als Auffangtatbestand konzipiert wurde.

### Kriminologie
Das Bundeskriminalamt gibt jährlich eine Statistik über alle in Deutschland gemeldeten Straftaten heraus, die Polizeiliche Kriminalstatistik (PKS). Seit 1993 wird das gesamte Bundesgebiet erfasst. In den Statistiken von 1991 und 1992 wurden die alten Bundesländer und das gesamte Berlin erfasst. Frühere Statistiken erfassen lediglich die alten Bundesländer.
Die PKS weist § 303 StGB nicht eigenständig aus, sondern fasst diesen mit den übrigen Sachbeschädigungsdelikten zusammen. 2022 wurden in Deutschland 568.887 Sachbeschädigungsdelikte angezeigt, womit diese Deliktsgruppe zu einer der am häufigsten begangenen zählt. Von den erfassten Delikten entfallen jeweils nur geringe Anteile auf die gesondert ausgewiesenen Spezialtatbestände der Zerstörung wichtiger Arbeitsmittel (2021: 468 Fälle), der Datenveränderung und der Computersabotage (2022 beide zusammen 3.451 Fälle). Besonders hohe praktische Relevanz besitzen die Beschädigung von Kfz (2022: 199.031 Fälle) und die Beschädigung auf Straßen, Wegen oder Plätzen (2022: 141.960 Fälle). Die Anzahl der gemeldeten Sachhbeschädigungsdelikte stieg zwischen 1990 und 2008 nahezu konstant an; betrug sie 1990 noch 395.056 Fälle, wurden 2008 mit 799.179 Fällen mehr als doppelt so viele Fälle gemeldet. Seit 2009 entwickeln sich die Fallzahlen rückläufig. 2021 wurden mit 550.613 Fällen so wenig Fälle gemeldet wie seit 1992 nicht mehr. 2022 stieg die Fallzahl geringfügig auf 568.887 Fälle an. Die Aufklärungsquote liegt seit langem bei ca. einem Viertel aller gemeldeten Taten.
|      | Erfasste Fälle | Erfasste Fälle        | Erfasste Fälle                                |                  |
| Jahr | Insgesamt      | Pro 100.000 Einwohner | Anteil der versuchten Taten (absolut/relativ) | Aufklärungsquote |
| ---- | -------------- | --------------------- | --------------------------------------------- | ---------------- |
| 1987 | 386.309        | 631,8                 | 1.713 (0,4 %)                                 | 23,9 %           |
| 1988 | 383.349        | 626,0                 | 1.629 (0,4 %)                                 | 24,1 %           |
| 1989 | 393.284        | 637,3                 | 1.774 (0,5 %)                                 | 23,9 %           |
| 1990 | 395.056        | 630,3                 | 1.625 (0,4 %)                                 | 24,0 %           |
| 1991 | 431.700        | 664,1                 | 1.856 (0,4 %)                                 | 22,6 %           |
| 1992 | 439.786        | 668,7                 | 1.870 (0,4 %)                                 | 22,1 %           |
| 1993 | 580.470        | 716,9                 | 3.421 (0,6 %)                                 | 22,2 %           |
| 1994 | 583.566        | 717,5                 | 2.925 (0,5 %)                                 | 22,7 %           |
| 1995 | 607.909        | 745,5                 | 3.292 (0,5 %)                                 | 24,0 %           |
| 1996 | 622.598        | 761,0                 | 3.407 (0,5 %)                                 | 25,1 %           |
| 1997 | 630.007        | 768,2                 | 3.499 (0,6 %)                                 | 26,0 %           |
| 1998 | 646.907        | 788,4                 | 3.812 (0,6 %)                                 | 26,5 %           |
| 1999 | 654.172        | 797,4                 | 3.800 (0,6 %)                                 | 27,4 %           |
| 2000 | 671.368        | 817,1                 | 3767 (0,6 %)                                  | 26,9 %           |
| 2001 | 719.602        | 874,8                 | 4503 (0,6 %)                                  | 27,5 %           |
| 2002 | 722.048        | 875,8                 | 4.543 (0,6 %)                                 | 27,3 %           |
| 2003 | 717.914        | 968,8                 | 4.961 (0,7 %)                                 | 26,7 %           |
| 2004 | 723.087        | 876,1                 | 4.641 (0,6 %)                                 | 26,6 %           |
| 2005 | 718.405        | 870,8                 | 4.495 (0,6 %)                                 | 26,2 %           |
| 2006 | 761.117        | 923,3                 | 5.191 (0,7 %)                                 | 26,4 %           |
| 2007 | 795.799        | 966,8                 | 6.542 (0,8 %)                                 | 25,6 %           |
| 2008 | 799.179        | 972,0                 | 7.600 (1,0 %)                                 | 25,3 %           |
| 2009 | 775.547        | 945,8                 | 7.701 (1,0 %)                                 | 25,0 %           |
| 2010 | 700.801        | 856,7                 | 7.066 (1,0 %)                                 | 25,5 %           |
| 2011 | 688.294        | 841,9                 | 7.578 (1,1 %)                                 | 25,2 %           |
| 2012 | 673.704        | 823,2                 | 10.640 (1,6 %)                                | 24,7 %           |
| 2013 | 621.699        | 772,1                 | 12.275 (2,0 %)                                | 25,1 %           |
| 2014 | 601.112        | 744,3                 | 8.413 (1,4 %)                                 | 24,9 %           |
| 2015 | 577.017        | 710,6                 | 7.088 (1,2 %)                                 | 24,8 %           |
| 2016 | 596.367        | 725,7                 | 7.677 (1,3 %)                                 | 24,8 %           |
| 2017 | 677.010        | 699,2                 | 7.651 (1,3 %)                                 | 24,8 %           |
| 2018 | 560.977        | 677,6                 | 7.669 (1,4 %)                                 | 26,2 %           |
| 2019 | 563.062        | 678,2                 | 7.586 (1,3 %)                                 | 25,2 %           |
| 2020 | 576,444        | 693,1                 | 7.957 (1,4 %)                                 | 25,5 %           |
| 2021 | 550.613        | 662,2                 | 8.485 (1,5 %)                                 | 25,5 %           |
| 2022 | 568.887        | 683,5                 | 8.609 (1,5 %)                                 | 25,3 %           |

### Verwandte Tatbestände

#### Datenveränderung (§ 303a StGB)
Der Tatbestand der Datenveränderung (§ 303a StGB) entspricht konzeptionell einer Sachbeschädigung im digitalen Raum. Hiernach macht sich strafbar, wer die Verwendbarkeit von Daten beeinträchtigt, indem er diese in rechtswidriger Weise löscht, unterdrückt, unbrauchbar macht oder verändert.
Als Daten gelten gemäß § 202a Abs. 2 StGB Informationen, die elektronisch, magnetisch oder in einer anderen nicht unmittelbar wahrnehmbaren Weise gespeichert sind oder übermittelt werden. Der Tatbestand unterscheidet seinem Wortlaut nach nicht zwischen Daten, die dem Täter gehören und fremden Daten. Nach allgemeiner Ansicht kann es jedoch nicht strafbar sein, Daten zu beseitigen, die ausschließlich einem selbst zustehen. Es hat sich jedoch als schwierig erwiesen, zwischen eigenen und fremden Daten zu unterscheiden. Bei Sachen wird diese Unterscheidung durch die bürgerlich-rechtliche Eigentumsordnung ermöglicht. Für Daten existiert indes bislang keine mit dem Eigentumsrecht vergleichbare Güterzuordnung, anhand derer sich beurteilen lässt, wer zur Einwirkung auf Daten befugt ist. Dies erschwert die Interpretation des § 303a StGB. Einige Stimmen aus dem Schrifttum bezweifeln sogar aus diesem Grund, dass die Vorschrift dem strafrechtlichen Bestimmtheitsgebot (Art. 103 Abs. 2 StGB GG) genügt. Überwiegend wird hingegen angenommen, dass Daten als fremd gelten, an denen ein anderer ein dingliches oder schuldrechtliches Nutzungsrecht besitzt.
Die Tathandlungen des § 303a StGB entsprechen zum Teil denen der Sachbeschädigung. So handelt es sich beim Löschen von Daten um eine digitale Form des Zerstörens, die das unwiederbringliche Unkenntlichmachen beschreibt. Von einem Unterdrücken spricht man, wenn der Täter die Daten dem Zugriff ihres Inhabers zumindest vorübergehend entzieht.

#### Computersabotage (§ 303b StGB)
Der Tatbestand der Computersabotage ist einschlägig, wenn jemand eine fremde Datenverarbeitung, die für einen anderen von wesentlicher Bedeutung ist, in erheblicher Weise stört. § 303b Abs. 1 StGB beschreibt drei unterschiedliche Sabotagehandlungen: das Begehen einer Datenveränderung (Nr. 1), das Eingeben oder Übermitteln von Daten zwecks Schädigung (Nr. 2) und das nachteilige Einwirken auf eine Datenverarbeitungsanlage oder einen Datenträger (Nr. 3).
Der Begriff der Datenverarbeitungen ist nach dem Willen des Gesetzgebers weit auszulegen und erstreckt sich auf die Erzeugung, die Übertragung und die Verwertung von Daten. Das Kriterium der wesentlichen Bedeutung soll Bagatellfälle aus dem Tatbestand ausklammern. Ein solcher kann insbesondere vorliegen, wenn die beeinträchtigte Datenverarbeitung privaten Zwecken dient.
§ 303b Abs. 1 Nr. 1 StGB fungiert als Qualifikation des § 303a StGB und ermöglicht eine härtere Bestrafung, wenn sich die Datenveränderung nachteilig auf eine Datenverarbeitung auswirkt. Bei den übrigen Begehungsvarianten handelt es sich um eigenständige Tatbestände. Unter die Variante des Eingebens bzw. Übermittelns von Daten fallen insbesondere Denial-of-Service-Angriffe. Diese Variante setzt zu ihrer Strafbarkeit voraus, dass der Täter in der Absicht handelt, einem anderen einen Nachteil zuzufügen. Dieses Absichtserfordernis soll Handlungen ausklammern, die nicht missbräuchlich sind. Ein tatbestandsmäßiges Einwirken liegt schließlich vor, wenn der Täter fremde Hardware mithilfe von Viren sabotiert.
Der Taterfolg des § 303b StGB besteht darin, dass der Täter die Datenverarbeitung in erheblicher Weise stört, etwa indem er funktionsnotwendige Daten vernichtet oder die Vernetzung von Geräten stört. An der Erheblichkeit fehlt es etwa, wenn sich die Störung mit geringem Aufwand beseitigen lässt.
Im Grundsatz kann die Computersabotage mit Geldstrafe oder Freiheitsstrafe bis zu drei Jahren bestraft werden. Richtet sich die Tat einen fremden Betrieb, ein fremdes Unternehmen oder eine Behörde, steigt der Strafrahmen gemäß § 303b Abs. 2 StGB Freiheitsstrafe von bis zu fünf Jahren.

#### Gemeinschädliche Sachbeschädigung (§ 304 StGB)
§ 304 StGB verwirklicht, wer vorsätzlich einen der dort genannten Gegenstände beschädigt, zerstört oder deren Erscheinungsbild verändert. § 304 StGB enthält einen umfangreichen Katalog an Sachen, deren Erhaltung im öffentlichen Interesse liegt, darunter Grabmäler, Denkmäler und Gegenstände, die dem Gottesdienst gewidmet sind. Anders als § 303 StGB setzt § 304 StGB nicht voraus, dass das Tatobjekt fremd ist. Daher handelt es sich bei § 304 StGB nicht um eine Qualifikation der Sachbeschädigung, sondern um einen eigenständigen Tatbestand.
Rechtsprechung und Lehre legen § 304 StGB einschränkend dahingehend aus, dass die Tathandlung die öffentliche Funktion der Sache beeinträchtigt. Schließlich seien der höhere Unrechtsgehalt und der höhere Strafrahmen der Norm darin begründet, dass das öffentliche Nutzungsinteresse beeinträchtigt sei.

## Rechtslage in Österreich
In Österreich ist der Tatbestand der Sachbeschädigung in § 125 StGB geregelt. Dieser Tatbestand ähnelt begrifflich und inhaltlich in vielerlei Hinsicht der deutschen Strafnorm:
Tatobjekt sind alle körperlichen fremden Sachen, aber auch Tiere (§ 285a ABGB). Die Beschränkung auf körperliche Sachen ergibt sich aus den Tathandlungen, die das Gesetz aufzählt: Forderungen lassen sich nicht „beschädigen“. Diese Beschränkung ist insofern relevant, da das österreichische ABGB einen weiten Sachbegriff verwendet, der – anders als das deutsche Recht – auch Schuldrechte (unter dem Begriff „persönliche Sachenrechte“) umfasst. „Fremd“ ist eine Sache, wenn sie im Eigentum oder zumindest im Miteigentum einer vom Täter verschiedenen Person steht. Eigene und herrenlose Sachen sind vom Tatbestand nicht erfasst. Gemäß dem Wortlaut des § 125 StGB sind sowohl Sachen mit Tauschwert als auch Sachen mit bloßem Gebrauchswert vom Tatbestand erfasst.
Die vier Tathandlungen des § 125 StGB kommen den vergleichbaren Handlungen des § 303 StGB nahe: Eine Sache wird beschädigt, wenn ihre stoffliche Unversehrtheit beeinträchtigt wird. Unerheblich ist dabei, ob es zu einer Funktionsbeeinträchtigung kommt. Zerstört ist eine Sache, die durch eine Substanzbeeinträchtigung unbrauchbar gemacht wird und nicht mehr repariert werden kann. Verunstaltet wird eine Sache, wenn ihre äußere Erscheinung beeinträchtigt wird. Unter dem Unbrauchbarmachen einer Sache versteht man schließlich ein Einwirken des Täters auf den Gegenstand, dass sie die ihr zugedachte Funktion nicht mehr (voll) erfüllen kann.
§ 126 StGB regelt die schwere Sachbeschädigung. Diese steht zu § 125 StGB in einem ähnlichen Verhältnis wie die gemeinschädliche Sachbeschädigung des deutschen Strafrechts zu § 303 StGB. Eine schwere Sachbeschädigung begeht, wer eine Sachbeschädigung verübt
1. an einer Sache, die dem Gottesdienst oder der Verehrung durch eine im Inland bestehende Kirche oder Religionsgesellschaft gewidmet ist,
2. an einem Grab, einer anderen Beisetzungsstätte, einem Grabmal oder an einer Totengedenkstätte, die sich in einem Friedhof oder einem der Religionsübung dienenden Raum befindet,
3. an einem öffentlichen Denkmal oder an einem Gegenstand, der unter Denkmalschutz steht,
4. an einer Sache von allgemein anerkanntem wissenschaftlichem, volkskundlichem, künstlerischem oder geschichtlichem Wert, die sich in einer allgemein zugänglichen Sammlung oder sonst an einem solchen Ort oder in einem öffentlichen Gebäude befindet,
5. an einem wesentlichen Bestandteil der kritischen Infrastruktur (§ 74 Abs. 1 Z 11) oder
7. durch die der Täter an der Sache einen 5 000 Euro übersteigenden Schaden herbeiführt.

## Rechtslage in der Schweiz
In der Schweiz sind die Sachbeschädigunsdelikte in Art. 144 und 144bis StGB geregelt. Art. 144 StGB verwirklicht, wer vorsätzlich eine Sache, an der ein fremdes Eigentums‑, Gebrauchs- oder Nutznießungsrecht besteht, beschädigt, zerstört oder unbrauchbar macht. Art. 144bis stellt die Datenbeschädigung unter Strafe; diese begeht, wer unbefugt elektronisch oder in vergleichbarer Weise gespeicherte oder übermittelte Daten verändert, löscht oder unbrauchbar macht.